# 장양 (후한 환관)
장양(張讓, ? ~ 189년)은 중국 후한 말의 정치가이다.

## 행적
십상시의 난을 일으킨 장본인이다.
영제 때 국정을 어지럽히던 십상시(十常侍)의 수장으로 영제가 그를 아버지라 불렀다고 한다.
어린 시절 환관이 되면서 조등에 의해 키워졌고 장성해서도 조등의 휘하 내시였다. 그 후 조등이 죽은 후부터 두각을 나타내기 시작했다.
169년, 후람과 함께 제2차 당고의 옥 등을 일으켰다.
대장군 하진이 자신들을 죽이려 하자 하태후(何太后)를 찾아가, 하진에게 입궁하게 하였고 아무것도 모른체 입궁한 하진은 상방감 거목에게 살해당하였다.(189년 9월 22일(음력 8월 25일))
그러나 이에 분노한 하진의 부하 조조·원소·원술·오광 등의 군사가 궁궐로 난입하여 환관들을 무참하게 죽였다.(→십상시의 난)
이에 동료 단규·조절·후람과 함께 황제 소제와 진류왕 유협을 데리고 도주하지만 곧 하남 중부연리 민공이 추격해오자 황하 강에 뛰어들어 자살했다.

## 《삼국지연의》에서의 장양
《삼국지연의》에서의 장양은 내용이 똑같다.
하지만 「연의」에 기록된 십상시는 10명이지만, 「정사」에 기록된 십상시는 12명이다. 또한 사람들의 이름 또한 모두 차이가 있다.

## 같이 보기
- 십상시
- 십상시의 난